# Parvoscincus tagapayo
Parvoscincus tagapayo — вид сцинкоподібних ящірок родини сцинкових (Scincidae). Ендемік Філіппін.

## Поширення і екологія
Parvoscincus tagapayo мешкають в горах Сьєрра-Мадре на півдні острова Лусон. Вони живуть у вологих тропічних лісах, серед опалого листя, під камінням і поваленими деревами. Зустрічаються на висоті від 400 до 1000 м над рівнем моря.

## Збереження
МСОП класифікує стан збереження цього виду як близький до загрозливого. Parvoscincus tagapayo загрожує знищення природного середовища.